# Iglesia de Nuestra Señora la Virgen de la Paciencia
La iglesia de Nuestra Señora la Virgen de la Paciencia, ubicada en la plaza de la Iglesia, de Oropesa, en la comarca de la Plana Alta, es un edificio catalogado, de manera genérica, como Bien de Relevancia Local, según la Disposición Adicional Quinta de la Ley 5/2007, de 9 de febrero, de la Generalitat, de modificación de la Ley 4/1998, de 11 de junio, del Patrimonio Cultural Valenciano (DOCV Núm. 5.449 / 13/02/2007), con código: 12.05.085-001.
Pertenece a la Diócesis de Segorbe-Castellón.

## Historia
Desde el inicio de la existencia del núcleo poblacional de Oropesa en 1589 (Oropesa existía desde antes de esta fecha, pero se quedó despoblada, este problema se solucionó al concederle la carta Puebla el 5 de abril de 1589), la construcción de una iglesia en la propia población fue una de sus preocupaciones. De hecho, en la Carta Puebla, ya se habla de la necesidad de que los pobladores de la zona cuenten con lo necesario para realizar el “culto divino”.
De esta forma Micer Gaspar Mascarós donó un edificio, que había sido utilizado como hostal, así como todos los ornamentos que se necesitaran y que anteriormente eran parte del patrimonio de la antigua iglesia que se construyó en el inicio de su existencia como población, la cual se conservó como capilla de Nuestra Señora de la Defensa, con los ornamentos imprescindibles para poder celebrar y decir misa o bien hacer alguna con oficios.
En el edificio donado se estableció la que se llamaría parroquia de San Jaime, que durante siglos estuvo en ese lugar, hasta que en el año 1960 se llevó a cabo su traslado a un nuevo punto de la ciudad donde se elevó un templo de nueva construcción.
Por orden del Papa San Pío V, tras la batalla de Lepanto, se decidió que en ese aniversario, 7 de octubre, se celebrara la Virgen del Rosario, como Virgen de las Victorias. Más tarde, el Papa Gregorio XIII recuperó el nombre de Nuestra Señora del Rosario, advocación que contaba con una gran devoción desde 1208 por la insistencia de Santo Domingo de Guzmán de utilizar esta oración como medio evangelizador.
El 25 de septiembre de 1619 hubo un ataque berberisco a la población de Oropesa y la iglesia del pueblo saqueada y profanada, aunque no se sabe con seguridad si la Capilla de la Virgen de la Defensa, que se situaba a las afueras del pueblo, ya prácticamente a orillas del mar, padeció igual suerte. Se sabe que una de sus imágenes que apareció destrozada fue trasladada el Barón de Oropesa Miguel de Cervellón y trasladada a Valencia, donde éste tenía su residencia principal.
Esa imagen de la Virgen, que se supone era de la Virgen del Rosario, permaneció en Valencia, desde 1619 hasta 1964, año en el que se retornó a Oropesa. Durante todos esos años esta imagen fue custodiada por las monjas del convento de Carmelitas descalzas de San José y Santa Teresa, quienes la repararon y tuvieron en devoción, salvo de 1931 a 1941, que se guardó en el domicilio de la familia valenciana Marco Prats.
La tradición cuenta que el cambio de Virgen de la Defensa, o del Rosario por el de Virgen de la Paciencia se debe al paciente y laborioso trabajo de las monjas por reconstruir la Virgen sobre los restos destrozados de la imagen que les dejó a su cuidado Miguel de Cervellón. Pese a todo no se dispone de documentación que acredite lo señalado anteriormente.
En las fiestas patronales de octubre de 2014 se celebró el 50 aniversario del retorno de la imagen, convertida en patrona de Oropesa, así como se llevó a cabo el acto de Coronación Canónica de la Imagen de la Virgen de la Paciencia

## Descripción
Se trata de un sencillo templo de una sola nave con capillas laterales entre contrafuertes.
De la capilla destaca internamente la muestra de azulejería de Alcora del siglo XVIII y la imagen de la Virgen de la Paciencia, datada del siglo XVI con el nombre de Virgen del Rosario, restaurada a expensas del Barón de Oropesa, Miguel de Cervellón.

## Fiestas
Se celebran las fiestas en honor de la virgen a finales de septiembre y mediados de octubre.
La capilla tiene culto normalmente tan solo el primer sábado de mes.